# Destini incrociati
Destini incrociati (Random Hearts) è un film del 1999, diretto da Sydney Pollack e interpretato da Harrison Ford e Kristin Scott Thomas.
Il film è tratto dal romanzo Random Hearts di Warren Adler ed è ispirato ad un fatto realmente accaduto nel 1982.
Il regista Pollack ha anche una parte da attore, recitando il ruolo di Carl Broman, il consulente elettorale di Kay.

## Trama
Il sergente William Dutch Van Den Broek, investigatore nella sezione Affari Interni della polizia di Washington è impegnato, insieme al collega Alcee, nel cercare di incastrare un poliziotto corrotto, il detective George Beaufort, che impone il pizzo ai commercianti del suo quartiere.
Dutch è felicemente sposato con una stilista, tuttavia il giorno in cui i due avevano programmato di uscire a cena in un famoso ristorante della zona, lei lascia un messaggio in segreteria telefonica avvisando Dutch di essere dovuta partire improvvisamente per Miami per una sfilata di moda.
Contemporaneamente la candidata al Congresso per lo stato del New Hampshire, Kay Chandler, moglie di un affermato avvocato e madre di Jessica, una studentessa quindicenne, è impegnata nella preparazione della sua campagna elettorale. Il marito parte, così dice, per New York, dove si tratterrà qualche giorno per lavoro.
In realtà il marito di Kay e la moglie di Dutch sono amanti ed entrambi prendono un aereo diretto a Miami per trascorrere segretamente qualche giorno insieme sotto il sole della Florida, ma accade una tragedia: il velivolo precipita in mare poco dopo il decollo e nessuno a bordo si salva. All'incidente dà naturalmente ampio risalto la televisione.
Sentita in segreteria la telefonata della moglie, Dutch si insospettisce, e inizia ad interrogare le sue colleghe, dalle quali apprende che a Miami la ditta della moglie non aveva in programma nessuna sfilata in quei giorni. Così non ci vuole molto a Dutch per scoprire che la moglie non solo è una delle vittime del disastro aereo, ma che aveva da tempo un amante, con il quale era diretta a Miami, la cui identità riesce presto a scoprire. Dutch, ossessionato dal pensiero che la moglie lo tradiva, si intestardisce nel voler ricostruire la vita segreta della consorte. Le sue indagini lo conducono a casa di Kay Chandler, alla quale porta la notizia che il marito la tradiva con sua moglie. All'inizio Kay si rifiuta di collaborare alla ricerca di Dutch, sia per proteggere la serenità di sua figlia, sia per evitare scandali che comprometterebbero la sua campagna elettorale. Tuttavia Jessica scopre da sola che suo padre aveva una doppia vita. Kay, consapevole che ormai la figlia conosce la verità, si lascia coinvolgere nella ricerca dell'instancabile Dutch, fino ad accompagnarlo a Miami, dove tra i due nasce la passione.
Nel frattempo Dutch si fa sospendere dal servizio per aver malmenato il corrotto collega Beaufort, sospettato di aver assassinato un piccolo commerciante che Dutch aveva convinto a testimoniare contro di lui. Beaufort, volendo liberarsi di Dutch una volta per tutte, lo segue di nascosto e cerca di ucciderlo nel momento in cui esce dall'appartamento che il marito di Kay usava come garçonnière. Ferito in strada Dutch finisce all'ospedale, mentre Beaufort, seguito a sua volta da Alcee, viene arrestato.
A questo punto, la relazione fra Kay e Dutch finisce sui giornali e Kay perde le elezioni, mentre Dutch si guadagna il grado di tenente. I due si incontrano la vigilia di Natale all'aeroporto di Washington, dove lei è in partenza per il New Hampshire e si promettono di riprendere la loro relazione.